# Zdzisław Kapka
Zdzisław Kapka (* 7. Dezember 1954 in Krakau) ist ein ehemaliger polnischer Fußballspieler, Fußballmanager und Politiker.

## Vereinskarriere
In seiner gesamten Karriere spielte Zdzisław Kapka bei nur zwei Profivereinen: bei Wisła Kraków in Polen und bei Pittsburgh Spirit in den USA.

## Nationalmannschaft
Er bestritt insgesamt 14 Spiele für Polen, in denen er einmal traf.
Kapka debütierte am 21. Oktober 1973 in Dublin gegen Irland für Polen (0:1) und absolvierte sein letztes Spiel für Polen am 23. September 1981 in Lissabon gegen Portugal (0:2). Er nahm mit Polen an der WM 1974 in Deutschland teil.

## Erfolge
- Polnischer Meister (1978)
- Polnischer Torschützenkönig (1974)
- WM-Dritter (1974)
- WM-Teilnahme (1974)
- Dritter U18-EM (1972)

## Nach der aktiven Laufbahn
Nach seiner aktiven Karriere war Kapka Manager, Vizepräsidenten und Präsident bei Wisła Kraków und Manager bei ŁKS Łódź. Außerdem war er politisch für die polnische SLD-Partei tätig.